# Academia Nacional de Ciencias de Bolivia
La Academia Nacional de Ciencias de Bolivia es una institución científica boliviana. Fue fundada el 8 de mayo de 1860 por el presidente José María Linares, su primer presidente fue Agustín Aspiazu.
El 23 de septiembre de 1960, durante el gobierno de Víctor Paz Estenssoro, mediante Decreto Supremo 5582 que establece:
«Créase dice el Art. 1º.- La Academia Nacional de Ciencias, como institución rectora de la actividad estatal, para fomentar la investigación, dignificar al científico y difundir su obra».
Y el Artículo 3º dispuso que la Academia estará integrada por 32 Académicos, con carácter vitalicio: diez en Ciencias Puras, doce en Ciencias de la Naturaleza y diez en Ciencias de la Cultura.